# Forebridge
Forebridge – dzielnica miasta Stafford, w Anglii, w Staffordshire, w dystrykcie Stafford. W 2011 roku dzielnica liczyła 5182 mieszkańców.